# Arborophila rufipectus
Az Arborophila rufipectus a madarak osztályának tyúkalakúak (Galliformes) rendjébe és a fácánfélék (Phasianidae) családjába tartozó faj.

## Rendszerezése
A fajt Wilfrid Rudyerd Boulton írta le 1932-ben.

## Előfordulása
Kína területén, Szecsuan és Jünnan tartományokban honos. A természetes szubtrópusi vagy trópusi hegyi esőerdők.

## Megjelenése
Testhossza 28–30,5 centiméter, a hím testtömege 410–470 gramm, a tojóé 350–380 gramm.